# Associazione Calcio Chievo 1987-1988
Questa pagina raccoglie i dati riguardanti l'Associazione Calcio Chievo nelle competizioni ufficiali della stagione 1987-1988.

## Stagione
Nella stagione 1987-1988 il Chievo disputò il suo secondo campionato di Serie C2.

## Rosa
| N. |                   | Ruolo | Calciatore               |
| -- | ----------------- | ----- | ------------------------ |
|    | Italia (bandiera) | P     | Valentino De Grandi      |
|    | Italia (bandiera) | P     | Enzo Zanin               |
|    | Italia (bandiera) | D     | Lorenzo Balestro         |
|    | Italia (bandiera) | D     | Salvatore Latronico      |
|    | Italia (bandiera) | D     | Rolando Maran (capitano) |
|    | Italia (bandiera) | D     | Beniamino Montagni       |
|    | Italia (bandiera) | D     | Werner Seeber            |
|    | Italia (bandiera) | C     | Gigi Perlina             |
|    | Italia (bandiera) | C     | Italo Bertolutti         |
|    | Italia (bandiera) | C     | Valter Curti             |

| N. |                   | Ruolo | Calciatore        |
| -- | ----------------- | ----- | ----------------- |
|    | Italia (bandiera) | C     | Paolo Galli       |
|    | Italia (bandiera) | C     | Dario Lazzarin    |
|    | Italia (bandiera) | C     | Giampaolo Menabue |
|    | Italia (bandiera) | C     | Giacomo Sapienza  |
|    | Italia (bandiera) | A     | Flavio Fiorio     |
|    | Italia (bandiera) | A     | Alessio Florio    |
|    | Italia (bandiera) | A     | Giuseppe Folli    |
|    | Italia (bandiera) | A     | Mirko Di Noia     |
|    | Italia (bandiera) | A     | Giovanni Sartori  |
|    | Italia (bandiera) |       | Mancini           |

## Risultati

### Serie C2

#### Girone di andata
| 20 settembre 1987 1ª giornata | Treviso | 0 – 1 | Chievo |  |

| 27 settembre 1987 2ª giornata | Chievo | 3 – 1 | Pro Sesto |  |

| 4 ottobre 1987 3ª giornata | Mantova | 0 – 1 | Chievo |  |

| 11 ottobre 1987 4ª giornata | Varese | 1 – 2 | Chievo |  |

| 18 ottobre 1987 5ª giornata | Chievo | 2 – 1 | Giorgione |  |

| 25 ottobre 1987 6ª giornata | Legnano | 0 – 1 | Chievo |  |

| 1º novembre 1987 7ª giornata | Chievo | 0 – 0 | Pergocrema |  |

| 8 novembre 1987 8ª giornata | Chievo | 0 – 1 | Novara |  |

| 15 novembre 1987 9ª giornata | Sassuolo | 2 – 1 | Chievo |  |

| 22 novembre 1987 10ª giornata | Chievo | 3 – 0 | Casale |  |

| 29 novembre 1987 11ª giornata | Telgate | 1 – 0 | Chievo |  |

| 6 dicembre 1987 12ª giornata | Chievo | 1 – 1 | Alessandria |  |

| 13 dicembre 1987 13ª giornata | Pordenone | 1 – 1 | Chievo |  |

| 20 dicembre 1987 14ª giornata | Chievo | 1 – 0 | Vogherese |  |

| 3 gennaio 1988 15ª giornata | Venezia-Mestre | 1 – 1 | Chievo |  |

| 10 dicembre 1987 16ª giornata | Chievo | 2 – 0 | Suzzara |  |

| 17 gennaio 1988 17ª giornata | Pro Patria | 0 – 2 | Chievo |  |

#### Girone di ritorno
| 24 gennaio 1988 18ª giornata | Chievo | 1 – 1 | Treviso |  |

| 31 gennaio 1988 19ª giornata | Pro Sesto | 0 – 1 | Chievo |  |

| 7 febbraio 1988 20ª giornata | Chievo | 1 – 1 | Mantova |  |

| 21 febbraio 1988 21ª giornata | Chievo | 0 – 0 | Varese |  |

| 28 febbraio 1988 22ª giornata | Giorgione | 0 – 0 | Chievo |  |

| 6 marzo 1988 23ª giornata | Chievo | 1 – 1 | Legnano |  |

| 13 marzo 1988 24ª giornata | Pergocrema | 0 – 2 | Chievo |  |

| 20 marzo 1988 25ª giornata | Novara | 1 – 1 | Chievo |  |

| 2 aprile 1988 26ª giornata | Chievo | 2 – 1 | Sassuolo |  |

| 10 aprile 1988 27ª giornata | Casale | 0 – 0 | Chievo |  |

| 17 aprile 1988 28ª giornata | Chievo | 0 – 1 | Telgate |  |

| 24 aprile 1988 29ª giornata | Alessandria | 2 – 0 | Chievo |  |

| 8 maggio 1988 30ª giornata | Chievo | 0 – 1 | Pordenone |  |

| 15 maggio 1988 31ª giornata | Vogherese | 1 – 1 | Chievo |  |

| 22 maggio 1988 32ª giornata | Chievo | 1 – 1 | Venezia-Mestre |  |

| 29 maggio 1988 33ª giornata | Suzzara | 1 – 2 | Chievo |  |

| 5 giugno 1988 34ª giornata | Chievo | 1 – 0 | Pro Patria |  |

## Statistiche

### Statistiche dei giocatori
| Giocatore     | Serie C2 | Serie C2 | Coppa Italia Serie C | Coppa Italia Serie C | Totale   | Totale |
| Giocatore     | Presenze | Reti     | Presenze             | Reti                 | Presenze | Reti   |
| ------------- | -------- | -------- | -------------------- | -------------------- | -------- | ------ |
| V. De Grandi  | 8        | -7       | ?                    | ?                    | 8+       | -7+    |
| L. Balestro   | 23       | 0        | ?                    | ?                    | 23+      | 0+     |
| I. Bertolutti | 30       | 4        | ?                    | ?                    | 30+      | 4+     |
| V. Curti      | 30       | 1        | ?                    | ?                    | 30+      | 1+     |
| F. Fiorio     | 34       | 13       | ?                    | ?                    | 34+      | 13+    |
| A. Florio     | 5        | 2        | ?                    | ?                    | 5+       | 2+     |
| G. Folli      | 28       | 6        | ?                    | ?                    | 28+      | 6+     |
| P. Galli      | 29       | 2        | ?                    | ?                    | 29+      | 2+     |
| S. Latronico  | 7        | 0        | ?                    | ?                    | 7+       | 0+     |
| D. Lazzarin   | 28       | 2        | ?                    | ?                    | 28+      | 2+     |
| Mancini       | 1        | 0        | ?                    | ?                    | 1+       | 0+     |
| R. Maran      | 34       | 0        | ?                    | ?                    | 34+      | 0+     |
| G. Menabue    | 26       | 0        | ?                    | ?                    | 26+      | 0+     |
| B. Montagni   | 28       | 0        | ?                    | ?                    | 28+      | 0+     |
| W. Seeber     | 20       | 0        | ?                    | ?                    | 20+      | 0+     |
| G. Perlina    | 28       | 0        | ?                    | ?                    | 28+      | 0+     |
| G. Sapienza   | 30       | 4        | ?                    | ?                    | 30+      | 4+     |
| G. Sartori    | 19       | 0        | ?                    | ?                    | 19+      | 0+     |
| E. Zanin      | 26       | -17      | ?                    | ?                    | 26+      | -17+   |